# Barrique

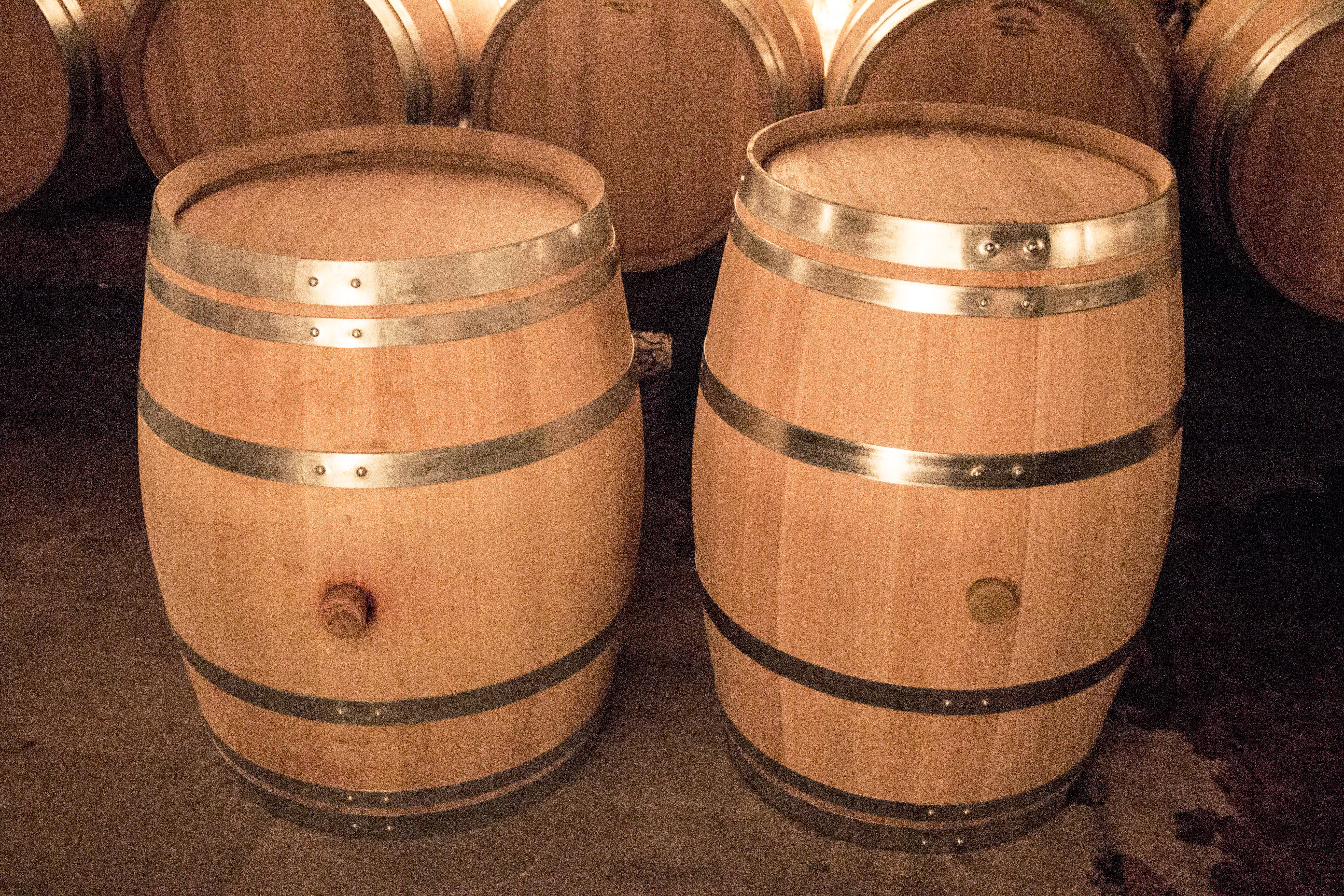
Barrique, 228 litrów i 225 litrów.

Barrique – mała dębowa beczka używana do starzenia wina. Beczki wykonywane są z dębu francuskiego (dąb szypułkowy i quercus sessilifolia), lub amerykańskiego (najczęściej dąb biały). Typowymi objętościami są 225 litrów (wina bordoskie) i 228 litrów (burgundy). We włoskim winiarstwie wykorzystuje się też beczki barrique z drewna dębu szypułkowego z Europy Środkowej.